# シャイ・アガシ
シャイ・アガシ（ヘブライ語: שי אגסי Shai Agassi、1968年 - ）は、ベタープレイス（旧プロジェクト・ベタープレイス）の創設者およびCEOである 。それ以前、アガシはSAP AGの生産技術グループ（PTG）代表を務めた。彼はその役職を2007年3月28日に退き4月1日付で正式に辞任した。新エネルギーと気候変動の分野で利益を追求するためである。2007年10月に彼はプロジェクト・ベタープレイスと名付けられた会社を創設し、現在の化石燃料技術の代替として電気自動車を基礎にグリーン輸送インフラストラクチャーへ焦点を合わせた。2003年、36歳の時に、アガシはCNN・タイム誌共同リストの「世界的に影響力のある人物2003年」トップ20の1人に挙げられた。
アガシはタイム誌 の2009年5月11日の最も影響力のある100人リストに掲載された。

## 早年期とソフトウェア起業家としての仕事
ソフトウェア起業家・アガシはトップティア・ソフトウェア（初期の呼び名はクイックソフト・ディベロップメント）をイスラエルに1992年に創設して後にその会社の本部をカリフォルニア州へ移した。 アガシは、社長、最高技術責任者、その後のCEOというように様々な才覚でその会社に従事した。彼はその会社の発展に関する全ての重要な局面に直接関係し、そこには戦略的計画、技術的方針、資金調達、2つの買収に関するマネジメント、SAP、Baan、マイクロソフトなどの会社とのOEM契約の交渉が含まれる。トップティアは企業をリードするポータルベンダーであり、その時SAPが2001年4月にその会社を取得した。
トップティア・ソフトウェアに加えて、アガシはいくつか他の会社を彼の父親ルーヴェン・アガシと共同で創設し、そこに含まれるクイックソフトLtd.はイスラエル市場の主導的マルチメディア・ソフトウェアの局在する流通会社である。その他、 2002年4月に再びSAPが取得した中小企業ソフトウェア開発業者のトップマネージ（SAPによる中小企業提供物のSAPビジネスワンになった）や、1995年に操業停止したマルチメディア・プロダクション会社のクイックソフト・メディアなどがある。

## SAP役員
彼はヘニング・カガーマンが2007年にその地位を空けた後に次のSAPのCEOの役職に就く予定であった。しかしながら、カガーマンのCEOとしての契約は監督委員会により2009年まで延長された。シャイが2007年からのSAP運営に目を向けていたにもかかわらず、それはシャイの辞職につながった。 うわさでは、彼は辞職してから、すぐにレオ・アポテカーと共同の仕事が提供されていたが、彼はそれを断ったということである。
SAPで彼はSAPの全体にわたる技術戦略と実行に責任があった。この指導的地位で、彼は統合と応用プラットフォームSAPネットウィーバー、複合的アプリケーションをパッケージしたSAP xApps、SAP SRM、SAPビジネスワンの開発を監督した 。SAP理事会への彼の登用の前、アガシはSAPポータルズのCEOを務め、後にかつてSAP AGの完全子会社として操業していた合弁会社SAPマーケッツとSAPポータルズのCEOを務めた。彼は2002年にSAP理事会へ登用された。アプリケーション・プラットフォーム& アーキテクチャ（AP&A）グループの代表ピーター・ツェンケとともに、アガシは全てのSAPの方策を通じてソフトウェア・アーキテクチャを調整するスート・アーキテクチャ・チームを共同で主導した。

## ベタープレイス
2008年1月に、イスラエル政府は電気自動車の利用を促進する幅広い努力への支援を公表し、そこにはベタープレイスとルノーおよびその提携相手日産自動車の間のジョイントベンチャーが含まれる。ルノーとベタープレイスは交換可能なバッテリーの開発に取り組んでいる。
アガシは最初この事業のために2億ドルを調達し、それは史上最大かつ最速のシードラウンドの1つである。出資者に含まれるのはバンテージポイント・ベンチャーパートナーズ、イスラエル・コーポレーション、イスラエル・クリーンテック・ベンチャーズ、モルガン・スタンレー、マニヴ・エナジー・キャピタルのマイケル・グラノフが主導した個人投資家たちである。 2009年に彼は追加で1億3,500万ドル調達した。イスラエルでの発表に続いて、ベタープレイスはデンマーク、オーストラリア、米国の2地域ハワイと北カリフォルニアでネットワークを立ち上げた。会社が言うところでは世界25カ国以上で話し合っている。
2008年4月に、ドイツ銀行アナリストの報告ではその会社のアプローチは自動車産業への「広範囲の混乱」を終わらせ、「ガソリンエンジン全てを排除する潜在能力」のある「パラダイムシフト」となり得るという結論が出ている。
2008年の夏に、シャイ・アガシはeCampと呼ばれるイスラエルの国際ハイテクサマーキャンプを訪れた。その目的はプロジェクト・ベタープレイスに関することとイスラエルが最初のグリーン・エネルギー独立国家になることの重要性に関して、ハイテクに興味のある小さい子供たちや10代の世代と話をすることであった。